# Hruševec Kupljenski
Hruševec Kupljenski je naseljeno mjesto u Republici Hrvatskoj u Zagrebačkoj županiji. 1857. godine naselje se naziva Hruševec Gornji, a od 1869. do 1981. Hruševec Kupljenovski. 1991. naselje je smanjeno jer je dio područja pripojen naselju Merenje.

## Povijest
23. 12. 1944. Ustaše pale selo i ubijaju desetak mještana, od kojih su neki živi bačeni u vatru. Ovome je pretohdio sukob između između jednog voda Zagrebačkog partizanskog odreda i jedne bojne Ustaškog obrambenog zdruga iz Savskog Marofa, pod zapovjedništvom izvjesnog satnika Kopara iz Savskog Marofa.
Iz izvještaja vlasti NDH vidljivo kako je Hruševec Kupljenski smatran partizanskim uporištem te mjestom gdje "se svakodnevno zadržavaju naoružane skupine stranih i domaćih partizana". Partizani su tom prilikom boravili u selu kako bi preuzeli mitraljeze s jednog oborenog savezničkog zrakoplova, ali su također ostali i prespavati. Ustaše su ušle u selo rano ujutro 23. 12. Nakon sat i pol borbe, partizani se uz 4 ubijena povlače u obližnje šume, dok su ustaška strana imala nekoliko ranjenih. U nastavku je desetak mještana spaljeno ili zaklano od strane ustaša, dio kuća spaljen a selo opljačkano. 61 mještatin je odveden u logor u Savskom Marofu, nakon čega su stariji pušteni a ostali odvedeni u zatvor na Savskoj cesti u Zagrebu.

## Zemljopis
Administrativno je u sastavu grada Zaprešića. Naselje se proteže na površini od 3,02 km². 

## Stanovništvo
Prema popisu stanovništva iz 2001. godine Hruševec Kupljenski ima 453 stanovnika koji žive u 126 kućanstava. Gustoća naseljenosti iznosi 150 st./km².
| broj stanovnika | 336   | 423   | 446   | 505   | 548   | 582   | 613   | 616   | 627   | 609   | 608   | 488   | 502   | 450   | 453   | 432   | 428   |
|                 | 1857. | 1869. | 1880. | 1890. | 1900. | 1910. | 1921. | 1931. | 1948. | 1953. | 1961. | 1971. | 1981. | 1991. | 2001. | 2011. | 2021. |